# Лысые (село)
Лысые (Лысое, в старину — также Глинка) — село в Злынковском районе Брянской области, в составе Денисковичского сельского поселения. 
 Расположено в 6 км к северо-западу от села Денисковичи, у границы с Белоруссией. Население — 318 человек (2010).

## История
Основано не позже середины XVII века. Первоначально — деревня, входила в состав Чолховской волости, казачьего населения не имела. В XIX веке — владение Козиных и других помещиков. До Великой Отечественной войны преобладало украинское население.
До 1781 года входила в Топальскую сотню Стародубского полка; затем в Новоместском, Новозыбковском (с 1809) уезде (с 1861 года — в составе Денисковичской волости, с 1923 в Злынковской волости). Со второй половины XIX века до начала XX века подразделялось на село и одноимённую слободу. С конца XIX века работала земская школа.
В 1929—1939 гг. состояло в Новозыбковском районе, затем в Злынковском, при временном упразднении которого (1959—1988) — вновь в Новозыбковском. До 1954 года и в 1989—2005 гг. являлось центром Лысовского сельсовета, в 1954—1989 гг. — в Денисковичском сельсовете.
6 марта 1966 года в селе Лысые родился русский поэт и писатель Николай Алексеевич Мельников, автор поэмы «Русский Крест».
| Годы      | 1859 | 1892 | 1901 | 1917 | 1926 | 1979 | 1989 | 2002 | 2010 |
| --------- | ---- | ---- | ---- | ---- | ---- | ---- | ---- | ---- | ---- |
| Население | 1259 | 2376 | 2519 | 2545 | 2029 | 563  | 577  | 383  | 318  |